# Сент-Сулин
Сент-Сули́н (фр. Sainte-Souline) — коммуна во Франции, находится в регионе Пуату — Шаранта. Департамент — Шаранта. Входит в состав кантона Броссак. Округ коммуны — Коньяк.
Код INSEE коммуны — 16354.
Коммуна расположена приблизительно в 430 км к юго-западу от Парижа, в 140 км южнее Пуатье, в 33 км к юго-западу от Ангулема.

## Население
Население коммуны на 2008 год составляло 126 человек.
| 1962 | 1968 | 1975 | 1982 | 1990 | 1999 | 2008 |
| ---- | ---- | ---- | ---- | ---- | ---- | ---- |
| 190  | 159  | 112  | 121  | 104  | 113  | 126  |

## Экономика
В 2007 году среди 82 человек в трудоспособном возрасте (15—64 лет) 62 были экономически активными, 20 — неактивными (показатель активности — 75,6 %, в 1999 году было 75,0 %). Из 62 активных работали 58 человек (34 мужчины и 24 женщины), безработных было 4 (1 мужчина и 3 женщины). Среди 20 неактивных 5 человек были учениками или студентами, 8 — пенсионерами, 7 были неактивными по другим причинам.

## Фотогалерея
- Церковь Сент-Сулин
- Мэрия
- Карта коммуны